# Polistes geminatus
Polistes geminatus är en getingart som beskrevs av Fox 1898. Polistes geminatus ingår i släktet pappersgetingar, och familjen getingar. Utöver nominatformen finns också underarten P. g. guyananensis.